# Jules Raudnitz
Jules Raudnitz est un photographe français né en 1815 à Dresde et mort le 26 mai 1899 à Boulogne-Billancourt.

## Biographie

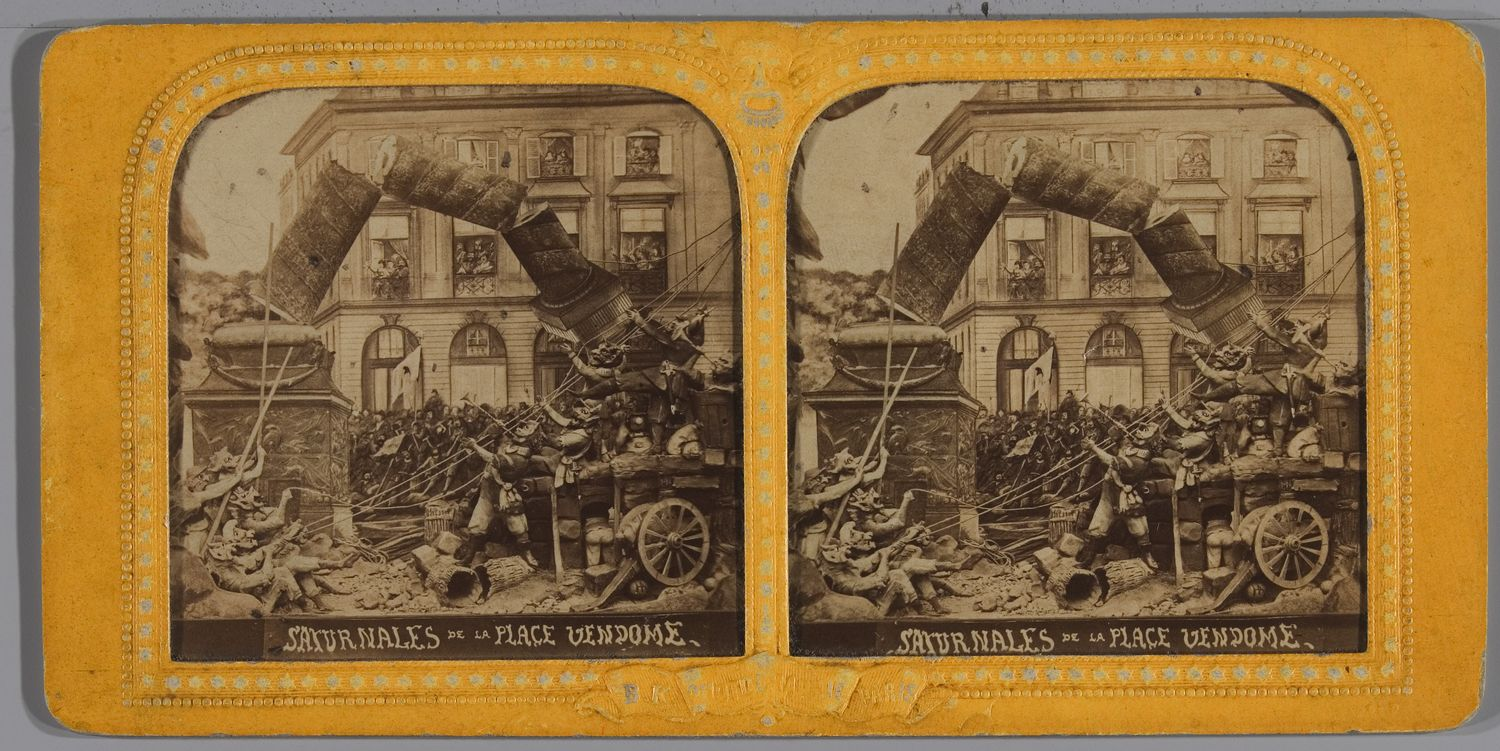
Saturnales de la place Vendôme, issue de la série Le Sabbat rouge, 1871.

Né à Dresde le 23 août 1815, il épouse à Paris le 25 mai 1847 Evelina Oulmann. Trois enfants naissent de ce mariage. Il est décrit dans les actes comme employé, son épouse comme propriétaire de lavoir.
Le registre de police des mœurs de la Préfecture de Paris conserve la trace de la saisie d'une centaine de « photographies obscènes », après perquisition de son domicile. Raudnitz est condamné à une peine de prison ainsi qu'à une amende en 1856. Le même registre indique des condamnations similaires en 1857 et 1861 et précise que le photographe dissimulait ses images chez un marchand de vin voisin. 
Le Bottin ou annuaire de l'industrie de 1856 le mentionne comme photographe, au 3 de la rue des Prouvaires. Il indique sa spécialité de photographie en cristal peint, soit « images photographiques obtenues directement sur boules de cristal pour presse-papiers ». Il réalise en 1857 ses premières épreuves stéréoscopiques, scènes d'extérieur et de studio. Il photographie principalement des scènes de la famille bourgeoise, et des petits métiers de Paris. 
En 1867, il prend des vues stéréoscopiques de l'Exposition universelle.
Le 13 octobre 1871, le dépôt légal conserve la trace des huit premières images de sa série Le Sabbat rouge. Raudnitz réalise en 1872 des vues des ruines de Paris. On n'a plus de traces de lui après cette date, même si l'on sait qu'il était encore vivant lors du décès de sa femme en 1874. Il meurt le 26 mai 1899.

## Œuvre photographique
Le Sabbat rouge, ensemble de douze épreuves stéréoscopiques, est une série qui interroge sur les intentions de l'auteur autant que sur son mode de réalisation.
Raudnitz requiert les services d'un sculpteur-modeleur qui réalise des modèles en argile ou plâtre. On reconstituait ainsi les temps remarquables des opéras, en plaçant des figurines d'environ trente centimètres de hauteur devant des décors peints. La position de l'appareil permettait de donner l'illusion de la vue stéréoscopique. Raudnitz réutilise ce procédé après la Commune de Paris, pour suppléer l'impossibilité de photographier l'instant présent, en raison du long temps de pose du procédé au collodion humide.
Cependant, il y ajoute un parti-pris très net, en affublant ses personnages de masques grimaçants, démoniaques, et en libellant ses clichés de titres évocateurs. Le Sabbat rouge n'est sans doute pas une série politique anti-communarde, mais elle traduit vraisemblablement l'état d'esprit apeuré d'une grande partie de la population parisienne.

## Postérité
L'écrivaine Caroline Bongrand dresse dans son roman Ce que nous sommes, paru en 2020, un portrait de Jules Raudnitz : « sa famille a quitté Prague et le quadrilatère de Bohème, qui fait partie de l'Empire austro-hongrois, en raison d'un numerus clausus n'autorisant que le premier fils de chaque famille juive à avoir des enfants, les cadets étant condamnés au célibat - ou au départ. Arrivé à Paris à quatorze ans, il se forme auprès de Daguerre et de Niépce, puis devient photographe à son compte. [...] À trente-cinq ans, il est le seul rival de Félix Tournachon, dit Nadar ».